# Йохан VIII фон Хоя
Йохан VIII фон Хоя цу Щолценау (на немски: Johann VIII von Hoya zu Stolzenau; * 18 април 1529, Виборг; † 5 април 1574, дворец Ахауз) е граф на Хоя и от 1553 г. като Йохан IV княз-епископ на Оснабрюк, от 1566 г. като Йохан III епископ на Мюнстер и от 1568 г. като Йохан II администратор на княжеското епископство Падерборн.

## Живот
Син е на граф Йохан VII фон Хоя († 1535) и съпругата му Маргарета Ериксдотер Васа (1497 – 1536), сестра на шведския крал Густав I Васа (1495 – 1560). Той не се жени и е последният от графския му род.
Йохан учи в Швеция, Ревал и Данциг. През 1547 г. получава частичното графство Щолценау и след това отива в Париж, където е приет в кралския двор от Анри II. След избухването на войната на Франция с империята той отива като „клерик от Минден“ в Италия и следва право. Той говорел седем езика. Понеже е свързан с фамилията Васа, Йохан не може да получи службата като архиепископ на Кьолн.
Хоя решава да започне кариера в имперската юстиция. През 1553 г. император Карл IV го назначава за асесор на имперския камерен съд. Той получава в Оснабрюк място като домхер и катедралният капител го избира за епископ. Между 1555 и 1557 г. служи и като президент на имперския камерен съд.
Йохан умира на 5 април 1574 г. в дворец Ахауз, резиденцията на княжеските епископи на Мюнстер.